# Liga Mexicana de Béisbol 1939
La Temporada 1939 de la Liga Mexicana de Béisbol fue la edición número 15. Para este año hubo una reducción de 8 a 7 equipos, Cidosa de Río Blanco ya había abandonado la liga un año antes por lo que no iniciaron para esta temporada, el Agrario de México se convierte en los Indios de Anáhuac y los Cerveceros de Nogales en Carta Blanca de Monterrey, ambos equipos debutaban en la liga. El resto de los equipos se mantienen en su sede. El calendario constaba de 60 juegos en un rol corrido, el equipo con el mejor porcentaje de ganados y perdidos se coronaba campeón de la liga. 
Los Cafeteros de Córdoba obtuvieron el primer campeonato de su historia al terminar en primer lugar con marca de 46 ganados y 12 perdidos, con 9 juegos de ventaja sobre los Rojos del Águila de Veracruz. El mánager campeón fue Lázaro Salazar.

## Equipos participantes
| Liga Mexicana de Béisbol 1939 |           |                          |
| Equipo                        | Fundación | Ciudad                   |
| Alijadores de Tampico         | 1937      | Tampico, Tamaulipas      |
| Cafeteros de Córdoba          | 1934      | Córdoba, Veracruz        |
| Carta Blanca de Monterrey     | 1939      | Monterrey, Nuevo León    |
| Gallos de Santa Rosa          | 1935      | Ciudad Mendoza, Veracruz |
| Indios de Anáhuac             | 1939      | México, D. F.            |
| Rojos del Águila de Veracruz  | 1903      | Veracruz, Veracruz       |
| Tigres de Comintra            | 1928      | México, D. F.            |

## Posiciones
| Liga Mexicana de Béisbol | Liga Mexicana de Béisbol | Liga Mexicana de Béisbol | Liga Mexicana de Béisbol | Liga Mexicana de Béisbol |
| Equipo                   | JG                       | JP                       | PCT                      | JV                       |
| ------------------------ | ------------------------ | ------------------------ | ------------------------ | ------------------------ |
| Córdoba                  | 46                       | 12                       | .793                     | -                        |
| Águila                   | 37                       | 21                       | .638                     | 9.0                      |
| Tampico                  | 30                       | 25                       | .545                     | 14.5                     |
| Anáhuac                  | 31                       | 28                       | .525                     | 15.5                     |
| Monterrey                | 31                       | 29                       | .517                     | 16.0                     |
| Comintra                 | 16                       | 41                       | .281                     | 29.5                     |
| Santa Rosa               | 11                       | 46                       | .193                     | 34.5                     |

| Campeón de la Liga |

## Juego de Estrellas
El primer Juego de Estrellas de la LMB se realizó el 29 de agosto en el Parque Delta en México, D. F. En un encuentro entre las selecciones de Ernesto Carmona y Manuel Oliveros, el partido terminó en 11 entradas 1 carrera a 0 a favor del equipo de Oliveros, Apolinar Pulido Polín pegó cuadrangular de campo al jardín derecho a Ramón Bragaña.

## Designaciones
Se designó como novato del año a Epitacio "La Mala" Torres de Carta Blanca de Monterrey.

## Acontecimientos relevantes
- 29 de mayo: Chester Brewer de los Alijadores de Tampico le lanza juego sin hit ni carrera de 9 entradas a los Tigres de Comintra, en un partido disputado en la ciudad de Tampico, Tamaulipas y que terminó con marcador de 6-0.
- 23 de julio: Raymond Taylor de los Cafeteros de Córdoba le lanza juego sin hit ni carrera de 9 entradas a Carta Blanca de Monterrey, en un partido disputado en la ciudad de Córdoba, Veracruz y que terminó con marcador de 4-0.
- 5 de agosto: Martín Dihigo de los Rojos del Águila de Veracruz impone récord al ponchar a 18 jugadores de los Alijadores de Tampico en 9 entradas, primer jugador que lo logra en la historia.[4]
- 12 de agosto: Chester Brewer de los Alijadores de Tampico le lanza juego sin hit ni carrera de 9 entradas a los Gallos de Santa Rosa, en un partido disputado en la ciudad de Tampico, Tamaulipas y que terminó con marcador de 1-0, Brewer se convirtió en el primer jugador en la historia en lanzar dos juegos sin hit ni carrera en una misma temporada.[5]